# El Queretano
El Queretano är en ort i Mexiko.   Den ligger i kommunen Tiquicheo de Nicolás Romero och delstaten Michoacán de Ocampo, i den södra delen av landet, 200 km väster om huvudstaden Mexico City. El Queretano ligger 1 076 meter över havet och antalet invånare är 158.
Terrängen runt El Queretano är kuperad, och sluttar söderut. Runt El Queretano är det glesbefolkat, med 10 invånare per kvadratkilometer. Närmaste större samhälle är Carácuaro, 16,4 km sydväst om El Queretano. I omgivningarna runt El Queretano växer huvudsakligen savannskog.